# Azzanello
Azzanello är en ort och kommun i provinsen Cremona i regionen Lombardiet i Italien. Kommunen hade 624 invånare (2018).